# Haus von Hülst

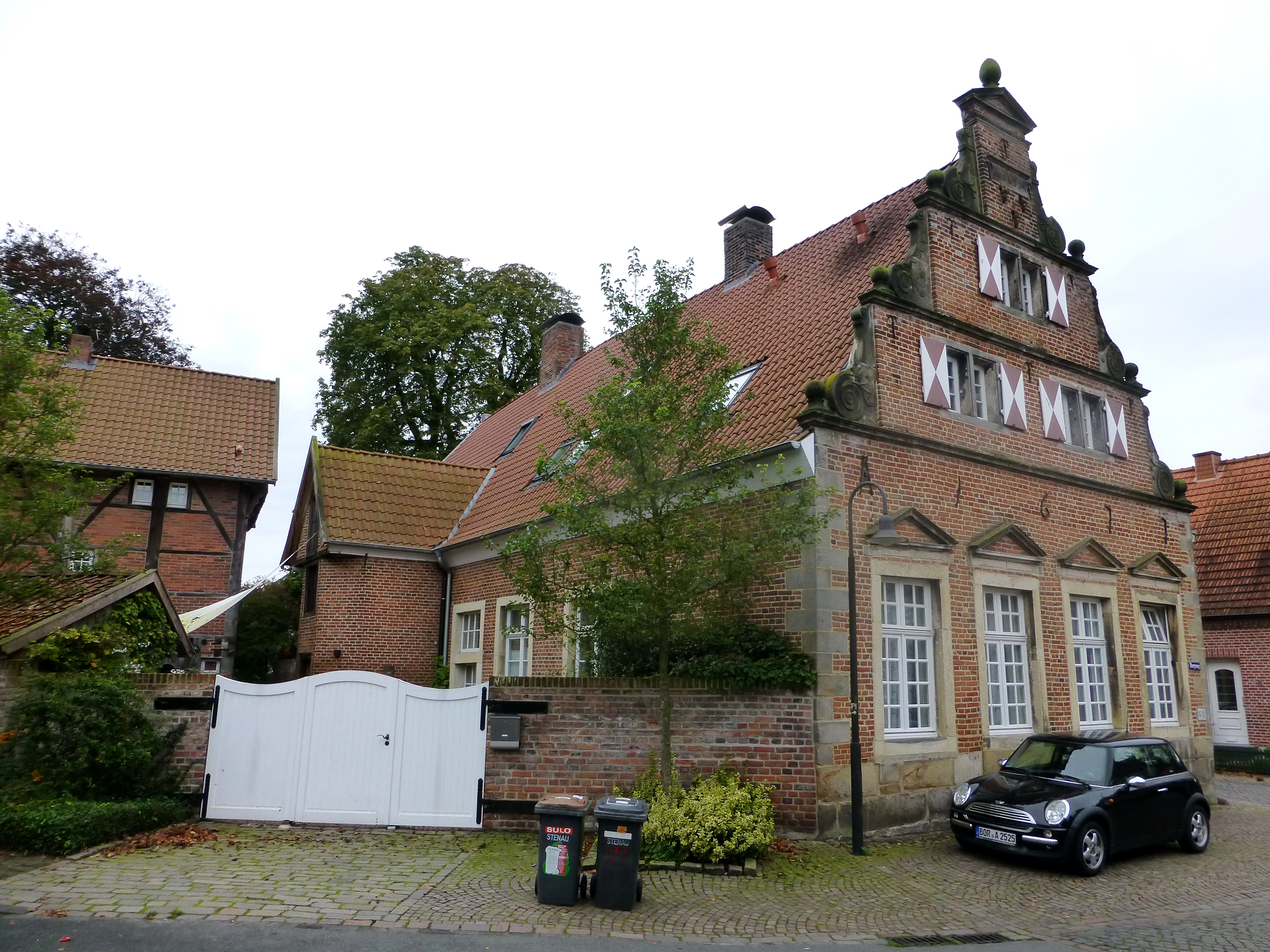
Gesamtansicht des Hauses von Hülst

Das Haus von Hülst ist ein denkmalgeschütztes Profangebäude im Busshook 9 in Legden im Kreis Borken (Nordrhein-Westfalen).

## Geschichte und Architektur
Das Gebäude wurde 1677 für die Patrizierfamilie Johannes Röttger Menke und Anna Ising erbaut, die Vögte des Fürstbischofs von Münster und des Stiftes Asbeck waren. Das Baujahr ist mit Mauerankern über den Fenstern des Erdgeschosses bezeichnet. Später war die Familie Busch, von der die Straße Busshook ihren Namen erhalten hat, im Besitz des Hauses. Auch diese stellte Vögte des Hochstifts Münster und des Stiftes Asbeck. Zu Anfang des 20. Jahrhunderts war es Amts- und Wohnsitz des Amtmannes von Hülst.
Das eingeschossige Bürgerhaus wurde aus Backstein über dem Gewölbekeller eines Vorgängergebäudes errichtet. Es steht auf einem Sockel aus Sandstein. Die Gesimse und Fensterrahmen und -verdachungen sowie die Eckquaderung sind ebenfalls aus Sandstein gefertigt. Der Treppengiebel ist mit Voluten und Kugelaufsätzen geschmückt und von einem Aufsatz mit Taubenschlag gekrönt.
Im Garten steht ein zweigeschossiges Nebengebäude. Das Fachwerkhaus aus der 2. Hälfte des 18. Jahrhunderts ist mit Backsteinen ausgefacht und war im Erdgeschoss mit einem großen, gemauerten Backofen ausgestattet. Ein in nördlicher Richtung angrenzendes Gebäude aus dem 17. Jahrhundert diente bis 1911 als Büro für den Amtmann. Dieses Gebäude wurde 1967 abgebrochen zu Gunsten der dort jetzt verlaufenden Straße Bergweg.